# 3169 Ostro
Ostro (asteróide 3169) é um asteróide da cintura principal, a 1,7657134 UA. Possui uma excentricidade de 0,0666446 e um período orbital de 950,38 dias (2,6 anos).
Ostro tem uma velocidade orbital média de 21,65489821 km/s e uma inclinação de 24,90491º.
Este asteróide foi descoberto em 4 de Junho de 1981 por Edward Bowell.